# 金子栞
金子 栞（かねこ しおり、1995年〈平成7年〉6月13日 - ）は、日本のタレント、グラビアアイドルであり、女性アイドルグループ・SKE48の元メンバーである。
埼玉県さいたま市出身。スターレイプロダクションに所属していたが現在は不明。SKE48在籍時はAKSに所属していた。夫はプロサッカー選手で浦和レッズ所属の関根貴大。

## 略歴

### SKE48時代
- 2010年9月30日、SKE48第4期生オーディションに合格（応募総数5,888名、最終合格者16名）[3]。
- 2010年12月6日、研究生からチームE初期メンバーに選抜される。
- 2011年1月1日、元日公演においてチームEのメンバーとして初めてSUNSHINE STUDIO（SKE48劇場）のステージに立ち、木本花音と共にセンターポジションを務める。
- 2011年11月9日、7thシングル「オキドキ」で初選抜。
- 2013年、5月から6月にかけて実施された『AKB48 32ndシングル選抜総選挙』では63位で、フューチャーガールズに選出された[4]。
- 2014年2月24日、『AKB48グループ大組閣祭り〜時代は変わる。だけど、僕らは前しか向かねえ!〜』のチーム再編でSKE48チームEからチームSへの異動が発表された。
- 2014年4月13日、グアムインターナショナルマラソンにAKB48マラソン部の選抜メンバーとして参加し、6時間7分56秒で完走した。
- 2014年4月29日、この日行われた個別握手会をもってSKE48を卒業した。

### SKE48卒業後
- 2014年8月1日、ニュースタイルプロダクション（現・スターレイプロダクション）に所属する。
- 2015年2月13日、青年漫画雑誌『ヤングアニマル』（白泉社）主催の『U-19 NEXTグラビアクイーンバトル サードシーズン』で準優勝[5]。
- 2017年12月22日、2. ブンデスリーガ・インゴルシュタット（現：J1リーグ・浦和レッズ）に所属するプロサッカー選手の関根貴大と約2年半の交際期間を経て婚姻届を提出し結婚した[6][7]。
- 2023年8月16日、ヒューリックホール東京にて開催された「三上悠亜生誕＆引退イベント」に、松村香織らと友人として駆け付け登壇した[8]。

## 人物
- 一人っ子[9]。
- 小学校時代から駅伝をやっており小学校・中学校1年生時は第1区、中学校2年生時は第2区を走った[10]。中学の時の持久走では、3年間1位だった[9]。
- 視力が悪く、コンタクトレンズを使用している[11]。
- 好きなアーティストとして、EXILE、いきものがかり、FUNKY MONKEY BABYS、aiko、AAAを挙げている[12]。

### SKE48
- 愛称は、きんちゃん[13]で、名付けたのはSKE48劇場 (SUNSHINE STUDIO) 支配人の湯浅洋である[14]。その他、オスカープロモーション所属の加田穂乃華からは「しーちゃん」[15]、松井玲奈からは「金太郎」[16]、向田茉夏からは「なめこ」[17]、その他親しいメンバーからは「宇宙人」[18]、出口陽が呼び始めたのがきっかけで「オラフ」とも呼ばれている[19]。
- キャッチフレーズは「せーの、はぴはっぴぃ。というわけで、埼玉生まれの金子栞です」。実際には、「というわけで」に続く後のフレーズと「埼玉生まれの○歳」のように年齢を加えている。当初、後のフレーズは「今日もたくさんのはっぴぃすまいるお届けします」で、2012年6月26日のSKE劇場公演からは「月火水木金ちゃんです」を使用している[20]。
- オーディションに応募したのは金子自身ではなく、叔母である[14]。
- 湯浅洋によると、「しゃべり方がふわっとしていて天然なところもあるが、芯は強く、しっかりと考えている。」と評されている[21]。
- 木本花音と特に仲が良かった[22]。

## SKE48在籍時の参加曲

### シングルCD選抜曲
SKE48名義
- 「1!2!3!4! ヨロシク!」に収録
  - 青春は恥ずかしい - 紅組名義
  - そばにいさせて
- 「バンザイVenus」に収録
  - 誰かのせいにはしない - 紅組名義
- 「パレオはエメラルド」に収録
  - パパは嫌い - 紅組名義
  - 積み木の時間
- オキドキ
  - 初恋の踏切
- 片想いFinally
  - 今日までのこと、これからのこと
- アイシテラブル!
- 「キスだって左利き」に収録
  - 鳥は青い空の涯を知らない - 紅組名義
- 「チョコの奴隷」に収録
  - 追いかけShadow - 紅組名義
- 「美しい稲妻」に収録
  - スルー・ザ・ナイト - セレクション8名義
  - シャララなカレンダー - Team E名義
- 「賛成カワイイ!」に収録
  - 石榴の実は憂鬱が何粒詰まっている? - 紅組名義
  - ずっとずっと先の今日 - セレクション18名義
- 「未来とは?」に収録
  - 待ち合わせたい - Team E名義

AKB48名義
- 「ギンガムチェック」に収録
  - あの日の風鈴 - ウェイティングガールズ名義
- 「恋するフォーチュンクッキー」に収録
  - 推定マーマレード - フューチャーガールズ名義

### アルバムCD選抜曲
SKE48名義
- 『この日のチャイムを忘れない』に収録
  - みつばちガール - チームE名義
  - ポニーテールとシュシュ - チームE名義

AKB48名義
- 『ここにいたこと』に収録
  - ここにいたこと
- 『1830m』に収録
  - 青空よ 寂しくないか?

### 劇場公演ユニット曲
チームE 1st Stage「パジャマドライブ」公演
- てもでもの涙

チームE 2nd Stage「逆上がり」公演
- 抱きしめられたら

チームE 3rd Stage「僕の太陽」公演
- 向日葵
- ヒグラシノコイ ※
※東李苑、松井玲奈のユニットアンダー
- アイドルなんて呼ばないで ※
※岩永亞美のユニットアンダー

## 作品

### 映像作品
- happy smile（2014年12月24日、イーネットフロンティア） - EAN 4571369483873。

## 出演

### バラエティ
- 週刊AKB（2011年1月21日 - 2012年11月16日・不定期出演、テレビ東京）
- ぶっつけ!!〜SKE48マルチタレントへの道〜（2011年4月8日 - 、東海テレビ）
- スター姫さがし太郎（2011年6月4日 - 9月3日・不定期出演、テレビ東京）
- SKE48の世界征服女子（2011年10月3日 - 2012年9月26日・不定期出演、中京テレビ）
- SKE48学園（2012年1月3日 - 、エンタ!371）
- 100万円モバイルシャーロックII（2014年10月3日 - 、NOTTV） - 山羊祭ひかり 役。
- ザキ山小屋（2014年10月10日 - 、ABCテレビ） - 山ガール。

### 映画
- ギャルバサラ -戦国時代は圏外です-（2011年11月26日、角川映画）

### 舞台
- トロイメライにさよなら（2014年10月23日 - 26日、CBGKシブゲキ!!） - 木村なつき 役。

### ラジオ
- SKE48♥1+1は2じゃないよ!（2010年12月7日、東海ラジオ）
- SKE48 観覧車へようこそ!!（2010年12月13日、CBCラジオ）

### ネット配信
- SKE48の私立SPA!学園（2011年5月30日・2012年1月30日、ニコニコ動画）
- 学校の怪談 第13話「あわせかがみ」、第15話「こっくりさん」（2012年8月 - 9月、BeeTV）